# Walter Corsep
Walter Corsep (* 20. November 1862 in Wittenberg; † 19. Mai 1944 in Erfurt) war ein deutscher Berufsoffizier und Kunstmaler.

## Leben
Er war ein Sohn des zeitweise in Wittenberg stationierten Hauptmanns Ernst Wilhelm Paul C. und von Eugenie Alexandria geb. Fischer. 1863 vorzog die Familie nach Düben, wo Corsep senior die Stelle des Chefs der 3. reitenden Batterie des 3. Feldartillerie-Regiments übernahm. Zuerst Privatunterricht erhaltend und sodann die örtliche Schule besuchend, kam Corsep junior später auf Einrichtungen in Erfurt, Wittenberg, Königsberg und Berlin. 1882 trat er entsprechend der Familientradition als Fahnenjunker in das Infanterie-Regiment 71 in Erfurt ein und wurde 1883 Sekondeleutnant. Es folgten Kommandos als Inspektionsoffizier an der Kriegsschule in Neiße und zum Kriegsministerium in Berlin. Während letzteren Aufenthaltes besuchte Corsep dort nebenher die Malerakademie. Die Kosten für diesen Unterricht übernahm Kaiser Wilhelm II., der auf Corseps malerische Künste aufmerksam wurde, aus seiner Privatschatulle. Auf dessen Anordnung ging Corsep danach als Erzieher ins Kadettenhaus Schloss Plön, um Kronprinz Wilhelm Mal- und Zeichenunterricht zu erteilen. Nach weiterem Dienst in seinem ursprünglichen Erfurter Regiment wurde Corsep 1904 bis 1906 zur ostasiatischen Besatzungsbrigade Tientsin versetzt, wo er Chef der berittenen Kompanie des 2. Regiments war. Nach einem weiteren Dienst im Heimatregiment schied er 1912 als Bataillons-Kommandeur im Infanterie-Regiment 144 in Metz aus der Armee aus. Corsep nahm daraufhin seinen Wohnsitz in Erfurt. Bei Kriegsbeginn des Ersten Weltkrieges, 1914, übertrug man ihm den Posten des Bataillons-Kommandeurs beim Landwehr-Infanterie-Regiment 71, welches in den Vogesen zum Einsatz kam. Später kam er in andere Reserveregimenter an der Ostfront sowie in österreichisch-ungarischen Formationen zum Einsatz. 1917 wurde Corsep mit dem Eisernen Kreuz I. Klasse ausgezeichnet. Nach Kriegsende 1918 kämpfte er mit in Freiwilligeneinheiten gegen die Abtrennung Oberschlesiens vom Reich. Zweimal verwundet schied er schließlich als Oberstleutnant aus der Armee aus.
Schon während seines Militärdienstes, aber insbesondere seit er Pensionär war, betätigte sich Corsep mit großer Intensität als Maler. Vorrangig fertigte er Ölgemälde mit Stadtansichten von Erfurt, denen er eine historische Staffage beifügte, Landschaftsgemälde mit Thüringer Ortsansichten und historische Schlachtendarstellungen an. Aber auch von Düben, wo er offenbar eine glückliche Kindheit verlebt hatte, malte er mehrere Gemälde, zumeist mit historisierenden Darstellungen von Ereignissen der Befreiungskriege des Jahres 1813. Er gehörte auch zu den Initiatoren für die Errichtung des Dübener Blücherdenkmals. Corsep hatte politisch eine national-konservative Haltung. Durch die Niederlage im Ersten Weltkrieg wurde sein monarchistisches Weltbild völlig zerstört, was ihn nicht nur politisch, sondern auch kulturell radikalisierte. Das veranlasste ihn, in Erfurt einen persönlichen Kulturkampf zu führen, in dessen Rahmen er einige Karikaturen mit antisemitischer Aussage anfertige, die im Erfurter „Echo Germania“ veröffentlicht wurden. Die Gemälde von Corsep wurden in vielerlei Veröffentlichungen über Erfurt, aber auch Düben und die Dübener Heide abgedruckt. Auch heute noch werden seine Bilder, mit steigenden Preisen gehandelt. In verschiedenen Museen, wie dem Stadtmuseum Erfurt und dem Landschaftsmuseum der Dübener Heide, in Bad Düben, befinden sich Bilder von Corsep.

## Literarische Werke
- Volksschule und Staatsbürgerlehre. Cramer, 1917, DNB 57263935X.
- Die Erziehung unseres Armee-Nachwuchses … Erfurt 1915, DNB 579298647.
- Irrtümer der Vorkriegszeit. 1929.